# Navalafuente
Navalafuente è un comune spagnolo di 1 039 abitanti situato nella comunità autonoma di Madrid.